# Spektr (groupe)
Pour les articles homonymes, voir Spektr.
Spektr est un groupe  de black metal ambient  expérimental français, originaire de Paris, en Île-de-France.

## Biographie
Spektr est formé en 2000. Comparé au groupe local français Blut Aus Nord, Spektr est considéré par la presse spécialisée comme un groupe mystérieux, qui se compose du duo kl.K (batteur et programmeur) et Hth (guitariste, programmeur, bassiste et chanteur). En 2003, le groupe enregistre une démo intitulée Pre-recording 2003. 
Ce n'est qu'à partir de 2004 que Spektr acquiert une certaine notoriété après la publication de son premier album studio intitulé Et Fugit Interea Fugit Irreparabile Tempus (No Longer Human Senses) au label américain Aquarius Records. Deux ans plus tard, en 2006, le groupe revient avec un deuxième album studio, Near Death Experience, qui contient des éléments de musique concrète.  Aquarius Records considère cet album comme « l'album de black metal le plus bizarre. »  Encore deux ans plus tard, Spektr publie un EP intitulé Mescalyne.
Après cinq années d'absence, Spektr revient avec la publication de son troisième album studio, Cypher, le 5 février 2013 en Europe. L'album est, peu après, annoncé pour le 19 février 2013 en Amérique du Nord, distribué par le label Agonia Records. L'album de neuf chansons, une suite directe de leur deuxième album Near Death Experience, contient des éléments d'industriel et ambient.
En février 2016, le groupe publie son quatrième album studio, The Art to Disappear, dont les enregistrements s'effectuent en 2014 et 2015.

## Membres

### Membres actuels
- kl. K  – batterie, samples, programmation, chant[1]
- Hth – guitare, basse, samples, programmation, chant[1]

### Ancien membre
- E.N.H. – guitare (2000-2003)[1]

## Discographie
- 2004 : Et Fugit Interea Fugit Irreparabile Tempus (No Longer Human Senses)
- 2006 : Near Death Experience
- 2007 : Mescalyne (EP)
- 2013 : Cypher
- 2016 : The Art to Disappear